# Aposopsyllus madrasensis
Aposopsyllus madrasensis är en kräftdjursart. Aposopsyllus madrasensis ingår i släktet Aposopsyllus och familjen Paramesochridae. Inga underarter finns listade i Catalogue of Life.